# 柘植世那
柘植 世那（つげ せな、1997年6月3日 - ）は、群馬県高崎市出身のプロ野球選手（捕手）。右投右打。埼玉西武ライオンズ所属。

## 経歴

### プロ入り前
高崎市立矢中小学校で小学1年生から矢中ビクトリーで野球を始める。高崎市立矢中中学校では藤岡ボーイズに所属し、捕手として3年春に全国ベスト8。
高崎健康福祉大学高崎高等学校に進学後、1年秋から正捕手として活躍。2年夏には群馬県大会で前年甲子園優勝校の髙橋光成擁する前橋育英高校を破るなど、第96回全国高等学校野球選手権大会に出場。2回戦の利府高校戦では4安打5打点の活躍を見せ、香月一也ら擁する大阪桐蔭高校戦では敗れはしたものの、2安打を放ち、ベスト8進出に貢献した。2年秋からはキャプテンを務め、第87回選抜高等学校野球大会（ベスト8）と第97回全国高等学校野球選手権大会（3回戦）に春夏連続出場。第97回全国高等学校野球選手権大会では成田翔擁する秋田商業高校に敗れた。甲子園通算、10試合、打率.295（44打数13安打）10打点。高校通算32本塁打。プロ志望届を提出したが、ドラフトでは指名されなかった。1学年先輩に脇本直人、2学年後輩に湯浅大がいる。
高校卒業後は本田技研工業に入社して鈴鹿野球部に所属し（同期入社に山足達也など）、飯田大祐がオリックス入りで抜けた2年目から正捕手として活躍。第88回都市対抗野球大会で初戦のきらやか銀行戦で勝ち越し適時打を放ち、勝利に導いた。3年目の第44回社会人野球日本選手権大会では初戦の沖縄電力戦で3安打と活躍し、ベスト8進出に貢献したものの、またしてもドラフト指名漏れとなった。
社会人4年目となった2019年のドラフト会議において、埼玉西武ライオンズから5位指名を受け、契約金3000万円、年俸1000万円（金額は推定）という条件で入団した。背番号は37。

### 西武時代

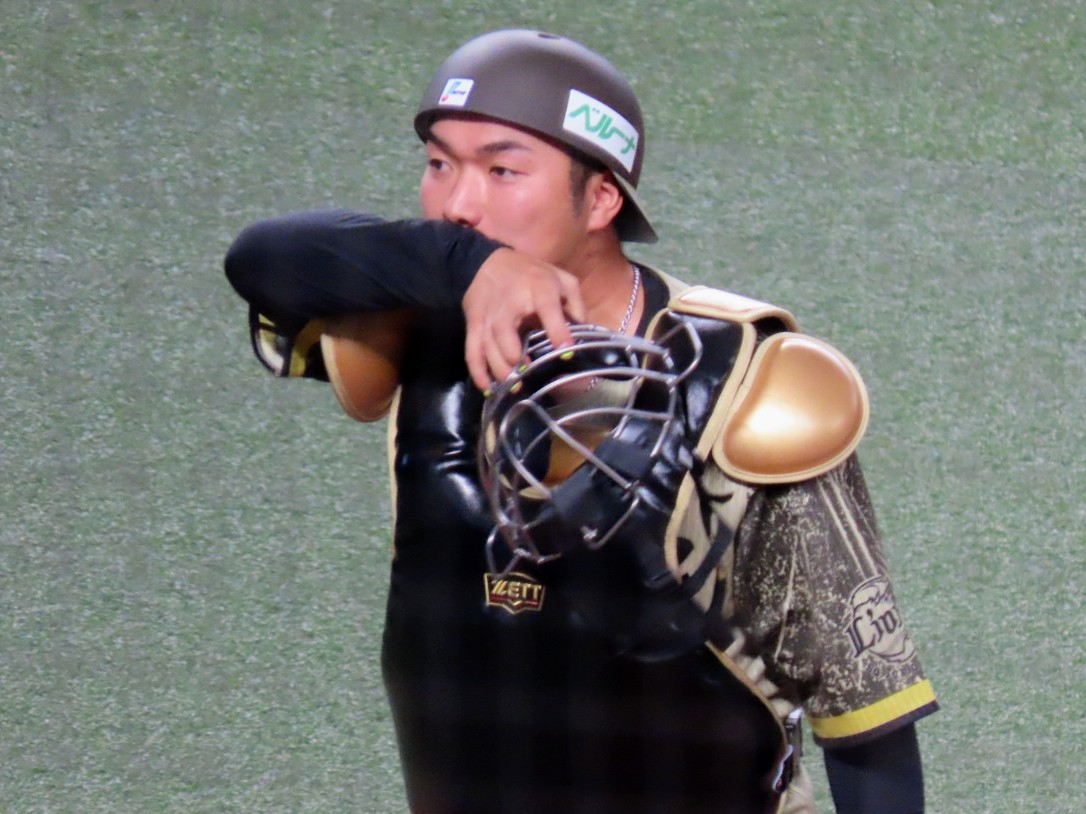
メットライフドームにて（2022年7月22日）

2020年は開幕一軍入りを果たすも、プロ初出場となった7月15日の東北楽天ゴールデンイーグルス戦しか出場機会が無く、7月27日に登録を抹消された。8月14日に再び一軍登録されると、8月16日の楽天戦でプロ初安打。8月27日の北海道日本ハムファイターズ戦でプロ初の先発出場を果たすと加藤貴之からプロ初本塁打を放った。森友哉と岡田雅利が共に打撃不振だったこともあり、9月は26試合のうち8試合で先発出場した。10月に入って出場機会が減ったものの、抹消されることなく一軍でシーズンを終え、17試合の出場で打率.184、2本塁打、5打点という成績だった。
2021年も開幕一軍入りを果たし、6月12日の中日ドラゴンズ戦ではプロ初の猛打賞を記録。少ないスタメンでの出場機会で打力をアピールすると代打での出場機会が増加。9月23日の楽天戦では同点の9回裏二死満塁、金子侑司の打席で代打起用されプロ初のサヨナラ打を放った。
2022年は自己最多の42試合に出場した。森友哉の離脱時には先発出場する機会が増えた。しかし、打率は.173と低調に終わった。
2023年、森友哉のFA移籍に伴い、春季キャンプから正捕手争いが起こる。その中で3月31日の開幕戦で「6番・捕手」でのスタメンを勝ち取り、22試合に出場していたが、右肘の炎症のため5月10日に登録抹消となった。5月23日に一軍へ再昇格したものの、復帰前は.226だった打率が.190と下降線を辿り、6月19日に二軍へ降格した。その後は8月22日に一軍昇格となり、そのまま一軍でシーズンを終えた。このシーズンは一軍で自己最多の59試合に出場したものの、打率は.184、本塁打はプロ入り後初の0と打撃面で苦しんだ。オフの12月17日、球団から群馬県出身の一般女性と結婚したことが発表された。

## 選手としての特徴
パンチ力のある打撃と二塁到達1.8秒台のスローイングが持ち味の強肩捕手。

## 詳細情報

### 年度別打撃成績
| 年 度     | 球 団     | 試 合 | 打 席 | 打 数 | 得 点 | 安 打 | 二 塁 打 | 三 塁 打 | 本 塁 打 | 塁 打 | 打 点 | 盗 塁 | 盗 塁 死 | 犠 打 | 犠 飛 | 四 球 | 敬 遠 | 死 球 | 三 振 | 併 殺 打 | 打 率 | 出 塁 率 | 長 打 率 | O P S |
| --------- | --------- | ----- | ----- | ----- | ----- | ----- | -------- | -------- | -------- | ----- | ----- | ----- | -------- | ----- | ----- | ----- | ----- | ----- | ----- | -------- | ----- | -------- | -------- | ----- |
| 2020      | 西武      | 17    | 43    | 38    | 5     | 7     | 0        | 0        | 2        | 13    | 5     | 1     | 0        | 1     | 0     | 4     | 0     | 0     | 14    | 2        | .184  | .262     | .342     | .604  |
| 2021      | 西武      | 35    | 72    | 65    | 6     | 14    | 2        | 0        | 1        | 19    | 8     | 0     | 0        | 2     | 2     | 3     | 0     | 0     | 19    | 4        | .215  | .243     | .292     | .535  |
| 2022      | 西武      | 42    | 118   | 104   | 5     | 18    | 5        | 0        | 1        | 26    | 5     | 0     | 1        | 9     | 1     | 4     | 0     | 0     | 33    | 2        | .173  | .202     | .250     | .452  |
| 2023      | 西武      | 59    | 137   | 125   | 5     | 23    | 4        | 0        | 0        | 27    | 13    | 0     | 1        | 6     | 1     | 3     | 0     | 2     | 23    | 5        | .184  | .214     | .216     | .430  |
| 2024      | 西武      | 42    | 45    | 42    | 1     | 7     | 1        | 0        | 0        | 8     | 1     | 0     | 0        | 1     | 0     | 1     | 0     | 1     | 10    | 8        | .167  | .205     | .191     | .395  |
| 通算：5年 | 通算：5年 | 195   | 415   | 374   | 22    | 69    | 12       | 0        | 4        | 93    | 32    | 1     | 2        | 19    | 4     | 15    | 0     | 3     | 99    | 13       | .185  | .220     | .249     | .468  |

- 2024年度シーズン終了時

### 年度別守備成績
| 年 度 | 球 団 | 捕手  | 捕手  | 捕手  | 捕手  | 捕手  | 捕手     | 捕手  | 捕手     | 捕手     | 捕手     | 捕手     |
| 年 度 | 球 団 | 試 合 | 刺 殺 | 補 殺 | 失 策 | 併 殺 | 守 備 率 | 捕 逸 | 企 図 数 | 許 盗 塁 | 盗 塁 刺 | 阻 止 率 |
| ----- | ----- | ----- | ----- | ----- | ----- | ----- | -------- | ----- | -------- | -------- | -------- | -------- |
| 2020  | 西武  | 17    | 79    | 4     | 0     | 1     | 1.000    | 2     | 10       | 9        | 1        | .100     |
| 2021  | 西武  | 24    | 103   | 6     | 0     | 2     | 1.000    | 1     | 9        | 5        | 4        | .444     |
| 2022  | 西武  | 42    | 240   | 35    | 2     | 3     | .993     | 3     | 38       | 21       | 17       | .447     |
| 2023  | 西武  | 59    | 294   | 31    | 3     | 3     | .991     | 1     | 30       | 19       | 11       | .367     |
| 2024  | 西武  | 42    | 112   | 21    | 0     | 0     | 1.000    | 1     | 9        | 8        | 1        | .111     |
| 通算  | 通算  | 184   | 833   | 97    | 5     | 9     | .995     | 8     | 96       | 62       | 34       | .354     |

- 2024年度シーズン終了時[注 1]

### 記録
初記録
- 初出場：2020年7月15日、対東北楽天ゴールデンイーグルス2回戦（楽天生命パーク宮城）、8回裏に森友哉に代わり捕手で出場
- 初打席：同上、9回表に津留﨑大成から遊撃ゴロ
- 初安打：2020年8月16日、対東北楽天ゴールデンイーグルス11回戦（メットライフドーム）、8回裏に森友哉の代打で出場、津留﨑大成から左前安打[17]
- 初先発出場：2020年8月27日、対北海道日本ハムファイターズ12回戦（メットライフドーム）、「8番・捕手」で先発出場
- 初本塁打・初打点：同上、6回裏に加藤貴之から左越ソロ
- 初盗塁：2020年9月23日、対北海道日本ハムファイターズ17回戦（メットライフドーム）、4回裏に二盗（投手：ドリュー・バーヘイゲン、捕手：清水優心）

### 背番号
- 37（2020年 - ）